# Serguei Platónov
Serguei Fiódorovitx Platónov, rus: Сергей Фёдорович Платонов, (1860, Txernígov - 1933, Samara) fou un historiador rus que dirigí l'escola oficial d'historiografia imperial de Sant Petersburg abans i després de la Revolució d'Octubre de 1917.

## Biografia
Platónov va néixer a Txernígov, i estudià en una escola privada de Sant Petersburg fins al 1878, any en què entrà al departament d'història i filologia de la Universitat Estatal de Sant Petersburg fins al 1882.
Platónov entrà al Col·legi de Sant Petersburg d'historiografia russa, que posava especial interès en l'estudi i publicació de fonts històriques. Platónov aprovà la seva tesi doctoral el 1888 bo i escrivint sobre Velles llegendes i contes russos sobre els períodes tempestuosos del segle xvii com a font històrica, i guanyà el premi Uvarov de l'Acadèmia Russa de les Ciències.
La carrera de Platónov va estar centrada en la Universitat de Sant Petersburg, on tingué una gran reputació pel seu treball sobre el Període tempestuós (1899) i l'Oprítxnina. Els llibres de text de Platónov, impecablement escrits i de fàcil lectura, suscitaren tanta popularitat que el tsar li demanà que ensenyés història als seus fills. El 1909 fou admès a l'Acadèmia Russa de les Ciències.
Al contrari de la majoria dels seus deixebles, Platónov no canvià el seu punt de vista després de la Revolució de 1917, i es mantingué al marge del corrent principal d'historiografia marxista, representada per Mikhaïl Pokrovski. Tot i això, li varen permetre administrar la Casa Puixkin (Institut de Literatura Russa) entre el 1925 i el 1929 i la Biblioteca de l'Acadèmia entre el 1925 i el 1928.
El 12 de gener del 1930 Platónov fou acusat de prendre part en una conspiració reialista, l'arrestaren i va haver d'exiliar-se a Samara, on va morir tres anys després. La majoria dels seus llibres han estat publicats després de la caiguda del règim soviètic.